# Hamed Malekmohammadi
Hamed Malekmohammadi (persisch حامد ملک‌محمدی معمار; * 10. April 1983) ist ein iranischer Judoka und Teilnehmer an den Olympischen Sommerspielen 2008 in Peking.

## Leben
Bei den Asienmeisterschaften 2008 in Jeju-si belegte er den zweiten Platz. Bei den Olympischen Sommerspielen 2008 in Peking schied Malekmohammadi in der Runde der letzten 16 gegen den Brasilianer Tiago Camilo aus. Während der Weltmeisterschaften 2007 in Rio de Janeiro kam er auf Platz 27 und bei den Olympischen Spielen 2004 in Athen auf den neunten Platz.

## Sportlerprofil
- Größe: 177 cm
- Gewicht: 73 kg